# Киорогло, Савелий Фёдорович
Савелий Фёдорович Киорогло (1 октября 1932, Чадыр-Лунга, Гагаузия — 15 июня 2014, Чадыр-Лунга, Гагаузия) — советский и молдавский спортсмен и тренер; Заслуженный тренер Молдавии.

## Биография
Родился 1 октября 1932 года в городе Чадыр-Лунга, ныне Молдавия.
Воспитал ряд спортсменов-борцов, выступавших на первенствах и спартакиадах СССР, Кубках мира и Европы.
Среди его учеников: призер СССР, Европы и мира — Виктор Зильберман; заслуженный тренер Молдовы, призер Кубка мира в составе сборной СССР — Александр Зёра; заслуженный тренер Молдовы, двукратный чемпион Европы — Пётр Марта; призер чемпионата СССР — Александр Зубрилин; призер Спартакиады народов СССР — Василий Мокан; чемпион Европы среди молодежи и взрослых — Виктор Ефтени; чемпион мира по борьбе в категории «мастерс» — Павел Гарановский; тренер по ММА — Сергей Пикульский (тренер Конора Макгрегора) и многие другие.
Умер 15 июня 2014 года в Чадыр-Лунге.
В 2015 году С. Ф. Киорогло посмертно было присвоено звание почетного гражданина города Чадыр-Лунга. С 2016 года здесь проводятся международный турнир по вольной борьбе памяти Киорогло.